# 노강민 (2005년)
노강민(2005년 10월 7일~)는 대한민국의 배우이다. 영화 무서운 이야기로 데뷔하였다.

## 학력
- 인천병방초등학교
- 임학중학교
- 계양고등학교
- 국민대학교

## 연기 활동

### 영화
- 2012년 《무서운 이야기 옴니버스》 중 《해와 달》 ... 문이 역
- 2012년 《26년》 ... 어린 진배 역(진구 아역)
- 2012년 《7번방의 선물》 ... 예승 친구 역
- 2013년 《뜨거운 안녕》 ... 힘찬이 역
- 2013년 《미나문방구》
- 2013년 《무서운 이야기 2》
- 2013년 《탈출》 ... 탈출 아이(우정출연) 역
- 2013년 《밤의 여왕》 ... 정태 역
- 2014년 《보호자》 ... 정식 역
- 2014년 《군도: 민란의 시대》 ... 대남이 역
- 2014년 단편영화 《딱지치기》 ... 빨강팀 역
- 2014년 단편영화 《엄마와 나》 ... 어린 주협 역
- 2014년 단편영화 《이야기》 ... 인하 역
- 2014년 단편영화 《야근》 ... 지호
- 2015년 단편영화 《종소리》 ... 이미지 단역
- 2015년 단편영화 《러브메신저》 ... 꼬마 역
- 2015년 《허삼관》 ... 허이락 역
- 2015년 《차이나타운》 ... 앵벌이역
- 2015년 《도리화가》 ... 이미지 단역
- 2016년 《남과 여》 ... 종화 역
- 2016년 《보고싶다 - 소년, 소녀를 만나다》 ... 봉구 역
- 2016년 단편영화 《자물쇠 따는 방법》 ... 명진 역
- 2017년 《소나기》 ... 소년 역(더빙)

### 드라마
- 2011년 MBC 수목 미니시리즈 《로열 패밀리》 ... 강민 역
- 2012년 SBS 드라마 스페셜 《아름다운 그대에게》 ... 어린 차은결 역(이현우 아역)
- 2014년 tvN 농디컬 드라마 《황금거탑》 ... 시장 아이 역
- 2014년 MBC 단막극 《MBC 드라마 페스티벌 - 오래된 안녕》 ... 꼬맹이 역
- 2014년 SBS 드라마 스페셜 《피노키오》 ... 이미지 단역
- 2015년 SBS 심야드라마 《심야식당》 ... 티저 영상
- 2015년 KBS1 토크 드라마 《그대가 꽃》 ... 찬민 / 영철 역
- 2015년 KBS2 금토드라마 《프로듀사》 ... 합창단 아이 역
- 2015년 SBS 주말 특별기획 《너를 사랑한 시간》 ... 공원 아이 역
- 2015년 OCN 일요드라마 《귀신 보는 형사 처용 2》
- 2016년 JTBC 조선청춘설화 《마녀보감》 ... 허준의 제자 역
- 2016년 KBS2 월화 미니시리즈 《구르미 그린 달빛》 ... 어린 김병연(곽동연 아역)

### 방송
- 2014년 채널A 《서민갑부》 ... 둘째아들 삼연 역
- 2014년 MBN 《인생고민 해결SHOW 신세계》 ... 손주 역
- 2014년 KBS2 《비타민》 ... 성주 역
- 2014년 tvN 《SNL 코리아 (시즌 5) - 올드보이 - 배설의 게임》 ... 어린 우진 역
- 2014년 KBS2 《개그콘서트 - 10년후》 ... 달봉이 역
- 2015년 tvN 《SNL 코리아 (시즌 6) - 청춘잔혹동화 "선녀와 나무꾼"》 ... 세째아들 역